# Reproductive Freedom for All

Logo von Reproductive Freedom for All

Reproductive Freedom for All, voorheen NARAL Pro-Choice America genoemd,
is een Amerikaanse vereniging die in de jaren 1970 gestreden heeft voor het afschaffen van de strafbaarheid van abortus.
De group werd in 1969 gesticht door Bernard Nathanson, Larry Lader en Betty Friedan als NARAL (de National Association for the Repeal of Abortion Laws). Ook nu nog wordt de vereniging vaak kortweg NARAL genoemd.